# マジック (カーズの曲)
「マジック」 (Magic) は、アメリカのロックバンド、カーズによる楽曲であり、5枚目のスタジオアルバム『ハートビート・シティ』 (1984年) に収録されている。

## 解説
この曲はシングルとしてリリースされ、アメリカのBillboard Hot 100では12位、メインストリーム・ロックチャートでは1位に達した。リック・オケイセックによって作曲され、ロバート・ジョン・マット・ランジとカーズによってプロデュースされた。リードヴォーカルはリックがとっている。

## ミュージックビデオ
「マジック」のミュージックビデオは、プールでの奇妙で、コミカルで、錯乱した登場人物が揃ったパーティという設定になっている。リックがスイミングプールの水の上を歩き、彼に驚いた様々な人が周りに集まってくる。ビデオが終わりに近づくと、数人の客は、自分たちも水の上を歩く事ができると信じ込み、プールの水面を歩いてリックのところまで行こうと試みるが、彼らはプールに飛び落ちてしまう。リックは水面に残っているが、これは曲のタイトルでもある「it's magic」と説明されている。
カーズはこのビデオを、ビバリー・ヒルズにあるヒルトン家で撮影した。キャシー・ヒルトンはバンドに彼女の家を貸した。プレクシグラスの板を水面の下に敷いていたが、最初のテイクでは板が壊れてしまい、リックの体重に合わせて調整された。家は、ブルース・ウィリスとキム・ベイシンガーが主演を務める映画『ブラインド・デート』のようにセッティングされている。

## チャート
| チャート (1984)                     | 最高 順位 |
| ----------------------------------- | --------- |
| ニュージーランド (シングルチャート) | 50        |
| カナダ (RPM 100)                    | 14        |
| アメリカ (Billboard Hot 100)        | 12        |
| アメリカ (Top Rock Tracks)          | 1         |

## カバー
ポップロックバンドのオナー・ソサエティは、2009年のサウンドトラック『ウェイバリー通りのウィザードたち インスパイア・アルバム』でこの曲をカバーしている。

## 楽曲の使用
2006年のアダム・サンドラー主演の映画『もしも昨日が選べたら』では、オープニングテーマとなっている。